# 348. Infanterie-Division (Wehrmacht)
Die 348. Infanterie-Division war eine im Zweiten Weltkrieg aufgestellte und eingesetzte deutsche Infanteriedivision.

## Geschichte

### Aufstellung
Die 348. bodenständige Infanterie-Division wurde am 3. Oktober 1942 im Bereich des Oberbefehlshabers West durch den Wehrkreis XII aufgestellt. Die Personalstruktur wurde durch Abgaben von bereits gebildeten Divisionen und Ersatztruppen aus dem Wehrkreisen III und XII geschaffen. 
Hierfür wurden folgende Einheiten unterstellt: 
- Festungs-Infanterie-Regiment 863 (aus Abgaben der Infanterie-Divisionen 106, 304 und 306)
- Festungs-Infanterie-Regiment 864  (aus Abgaben der Infanterie-Divisionen 167, 306 und 321)
- Pionier-Bataillon 348
- Artillerie-Abteilung 348
- Panzerjäger-Abteilung 348
- Nachrichten-Abteilung 348
- Divisionstruppen Nr. 348

### Besatzungsaufgaben in Frankreich
Als bodenständiger Division fehlten der Division Transportmittel und der Verband war nur mit festen Stationierungen verwendbar. Die Sicherungsaufgaben entlang der Atlantikküste gehörten hierzu.

### Vernichtung
In der Normandie wurde die Einheit im August 1944 zerschlagen. 
Es liegen ab September 1944 keine Informationen zum Verbleib der Divisionstruppenteile vor und die Division wurde am 29. September 1944 formell aufgelöst.